# Universo Online
O Universo Online (UOL) é uma empresa brasileira de conteúdo, produtos e serviços de internet do Grupo UOL PagSeguro.
De acordo com o ComScore, o Grupo Folha, da qual a empresa faz parte, ocupa a terceira posição entre aqueles que operam propriedades multiplataforma na Internet do Brasil, atrás do Google (Google Estados Unidos, Google Brasil e YouTube) e da Meta Platforms (Facebook, Instagram e WhatsApp), e ficando a frente do Grupo Globo (Globo.com), da Microsoft (Outlook, LinkedIn, Microsoft 365, etc), da Telefônica (Terra), da Shopee, do MercadoLivre, da ByteDance (TikTok), do Magazine Luiza, do Grupo Record (R7), da Amazon, da União (Caixa Econômica Federal, gov.br, Correios, etc), do Grupo Samsung e do Nubank.
Ainda de acordo com o Comscore, o UOL é o maior portal do Brasil com mais de 108 milhões de visitantes únicos por mês e 7,4 bilhões de páginas visitadas mensalmente.
O UOL foi fundado por Luiz Frias em abril de 1996, sendo o primeiro portal de conteúdo do país. Sete meses após sua fundação, o UOL uniu-se ao portal Brasil Online (BOL) da Editora Abril (a editora não possui mais participação no grupo). O Grupo UOL PagSeguro é controlado pela OFL S.A. (holding controlada por Luiz Frias e com participação minoritária e em ações preferenciais da Empresa Folha da Manhã S.A.) e tem também outros acionistas minoritários.
Desde 1996, o UOL ganhou mais de 120 prêmios como um dos maiores portais do Brasil.[9]

## História

### Primeiros anos
Em 28 de abril de 1996, às 4h15 da madrugada, o UOL entrou no ar. Seu fundador e primeiro diretor foi o jornalista Caio Túlio Costa. Três meses depois, em julho, o UOL colocou em operação uma conexão de 2 megabits por segundo com a Internet e, no mês seguinte, lançou o provedor de acesso à Internet em São Paulo e no Rio de Janeiro com conta de e-mail e instalação do Netscape 2.2 em português. Foi no ano de sua fundação que surgiu um dos produtos mais icônicos da Internet no Brasil: o Bate-Papo UOL. Entre outros conteúdos disponibilizados no início do UOL, estava o acesso a dicionários Michaelis em várias línguas e o conteúdo da Folha de S.Paulo desde 1994. UOL Mail, compras online e o buscador Radar UOL. Originalmente, diversos diretórios estavam dentro da pasta /mxyzptlk, nomeada com o nome do vilão homônimo do Superman. Em setembro, o Grupo Folha e a Editora Abril assinaram um contrato de fusão do Universo Online com o Brasil Online. A nova empresa teve seu capital sendo dividido em duas partes iguais.
Em 1997, o UOL criou fóruns com grupos de discussões e enquetes, estreou a versão Web da "Nova Enciclopédia Ilustrada Folha", lançou a TV UOL, que em 2019 seria substituída pelo selo MOV, com programação de clipes, entrevistas e trailers e apresentou a operação AcessoNet, empresa de rede que ampliou o acesso à Internet nas principais cidades do Brasil. O UOL também expandiu a capacidade de conexão para 20 megabits e recebeu o prêmio de melhor provedor e site preferido dos internautas da revista Informática Exame em 1997. Em novembro do mesmo ano, o UOL lançou Amigos Virtuais, uma plataforma para pessoas com o mesmo interesse se encontrarem.
O UOL absorveu os assinantes da provedora Compuserve no Brasil, aumentou sua capacidade de conexão para 74 megabits e através do UOL Discador, acabou com a linha ocupada no acesso à Internet em 1998.
No ano seguinte, o UOL alcançou mais de 350 mil assinantes, lançou o UOL Educação, canal de notícias do setor educacional, e estreou o Placar UOL Esporte, site que mostra em tempo real o placar de jogos de futebol no país e no mundo. Nesse período, também iniciou o sistema de acesso ilimitado à Internet, criou a versão online da Bíblia,[carece de fontes?] passou a oferecer e-mail gratuito, através do Brasil Online (BOL). No período também surgiram o UOL México, UOL Chile, UOL Venezuela, UOL Colômbia, UOL Argentina e UOL em espanhol para o público dos Estados Unidos. Os portais em espanhol eram controlados pela UOL Internacional.
Em 14 de setembro de 1999, a Folha e a Abril anunciaram a venda da venda de 12,5% de participação acionária do UOL em como parte de um acordo de capitaneação de R$ 100 milhões de investidores liderados pela Morgan Stanley Dean Witter & Co, que também incluem a Blackstone Capital Partners III, Providence, Credit Suisse First Boston Garantia, Deutsche Bank Bankers Trust, Hambrecht & Quist, Latinvest e Reuters.

### Década de 2000
No ano 2000, o UOL lançou seu portal na Espanha, contratou junto à Embratel capacidade para expandir sua conexão com a Internet para 1,2 Gigabyte por segundo e lançou a Rádio UOL, com mais de 20 programas de músicas, lançamentos musicais e criação de playlists. No mesmo ano, fez parceria com o site financeiro Patagon, do qual recebeu aporte de US$ 8 milhões, para divulgar informativos financeiros nos portais do UOL. Também foi em 2000 que o UOL criou o primeiro serviço de wap, que permitiu aos usuários de telefonia móvel ter acesso ao amplo conteúdo da empresa a qualquer hora e qualquer lugar.
Em 2001, a Portugal Telecom (controladora do Zip.net) adquiriu a participação acionária no UOL. No mesmo ano, o UOL fez parceria com o SBT para transmitir o show Casa dos Artistas. Em 2002, o Mercado Livre tornou-se parceiro exclusivo dos leilões do UOL Inc. no UOL Brasil, UOL Colômbia, UOL Sinectis e Brasil Online (BOL). No mesmo ano, atingiu 5 milhões de visitantes por mês, ultrapassou 1,5 milhão de assinantes e passou a transmitir ao vivo o Casa dos Artistas 2. Em 2003, a Abril deixa a participação acionária do UOL deixando a Folha com 100% do controle total do portal.
O UOL passou a atender 560 cidades brasileiras, lançou o canal UOL Business, com informações para corporações e executivos, e lançou canais de celebridades como Leonardo, Raul Gil e Sandy & Junior em 2003.
Em 2005, abriu capital na Bolsa de Valores de São Paulo (BOVESPA), mas fechou em 2012.
O UOL criou a rede social UOLKut, que depois passou a se chamar UOLK, em 2005, e permaneceu até 2008. No ano seguinte, fez parcerias com a BBC para lançar um site que ensina Inglês e com o VideoLog, portal de compartilhamento de vídeos. A parceria com o VideoLog foi encerrada em 2010.
Em 2007, o UOL fez parceria com o Google para melhorar seu site de buscas e criou o UOL Downloads, site para baixar softwares e aplicativos. No mesmo ano, atualizou a versão mobile do seu portal, fez parceria com a Level Up! Games, distribuidora de jogos online, e lançou o UOL Economia, portal com canais de calculadoras, simuladores e áreas para cotações.
Para atender um crescente mercado de e-commerce e trazer possibilidade dos consumidores comprarem e venderem pela internet de forma segura, em julho de 2007, o UOL adquire o BRPay, que logo depois se tornou PagSeguro. Em novembro de 2008, o PagSeguro foi eleito o melhor site do ano na categoria comércio eletrônico pelos leitores da Info Exame. O PagSeguro é a maior empresa da UOL da atualidade e é também umas das formas de pagamentos mais usadas no Brasil.
Em 2008, o UOL lançou o Zumo, blog de tecnologia escrito por jornalistas que testam produtos e informam sobre as notícias do mercado de tecnologia no Brasil, comprou a Digiweb, CreativeHost, Plug In, SouthTech e Insite, todas empresas de hospedagem de sites e servidores, e inaugurou o UOL Mais, portal que oferece espaço ilimitado para a publicação de vídeos, fotos, textos e áudio. Atualmente, os serviços de hospedagem, e-commerce, cloud computing e serviços voltados para negócios digitais são agrupados sob o título de UOL Host.
O UOL comprou a Insite, empresa de hospedagem de sites e servidores, criou um simulador de investimento na Bolsa de Valores de São Paulo (BOVESPA) e lançou a nova versão da Rádio UOL em 2009.

### Década de 2010
Em dezembro de 2010, o Grupo UOL, por meio de suas subsidiárias UOL Host Data e DHC Outsourcing, comprou a Diveo Broadband Networks, empresa americana de outsourcing de tecnologia, o que deu origem ao UOL Diveo, empresa que oferece soluções em TI, desde serviços básicos de infraestrutura até tecnologias estado-da-arte dentro dos pilares de Big Data, IoT, Inteligência Artificial e Transformação digital. Também em dezembro de 2010, a Portugal Telecom vende sua participação no UOL.
No ano seguinte, lançou aplicativos de notícias para iPhone e iPad, o GigaMail e o UOL Cursos Online, portal que oferece cursos livres de idiomas, ténicos, gradução, extensão e pós-graduação.
Em 2012, o UOL ampliou sua parceria com o Discovery Kids, lançou o curso de inglês online, anunciou o novo portal UOL Mulher, que mais tarde se tornaria o Universa, criou um aplicativo sobre a Formula 1 e lançou o UOL Viagens, portal com dicas, roteiros e notícias de viagens. Foi nesse ano também que nasceu o UOL EdTech, plataforma que oferece soluções de aprendizagem online para atender aos desafios e necessidades de todas as fases da vida das pessoas.
O UOL renovou o layout do seu portal e passou a hospedar o Portal da Turma da Mônica em 2013.
No ano seguinte, em 2014, lançou um aplicativo móvel para o bate-papo e foi eleito pela pesquisa do Ibope Conecta o site que mais auxilia na busca de informações para os internautas paulistanos. No mesmo ano, fez parcerias com a RedeTV!, que passou a ser hospedada em seu portal e com o Clarín, um dos maiores jornais da Argentina, para disponibilizar o conteúdo do UOL em seu portal em português. Foi também em 2014 o lançamento do UOL TAB, o novo projeto de conteúdo multimídia do UOL com reportagens especiais em formatos que promovem a interação com o usuário.
Em 6 de janeiro de 2017, o portal sofreu um ataque de crackers, que redirecionaram para sites pornográficos os sites do UOL e de seus parceiros, como os da Folha de S.Paulo, ESPN Brasil e RedeTV!, além de serviços de e-mail. Como o ataque redirecionava sites, é provável que tenha se tratado a um ataque aos servidores de DNS do portal. O ataque ocorreu às 2h50 da madrugada e foi corrigido por volta das 4h.
No final de 2017, o UOL aderiu, em fase de testes, ao modelo de paywall, já adotado por veículos tradicionais da mídia brasileira, restringindo o acesso de usuários não-assinantes aos conteúdos do portal. Também neste período, em novembro de 2017, aconteceu o lançamento de UOL VivaBem, a plataforma do UOL voltada à saúde e bem-estar.
No dia 8 de março de 2018, aproveitando a temática do Dia Internacional da Mulher, o UOL lançou a plataforma feminina Universa, que cobre pautas desde saúde e beleza a política e carreira, questionando os antigos padrões de conteúdo direcionado ao público feminino.
Em maio de 2019, aconteceu o lançamento de Start, a nova plataforma de games e e-sports, que surgiu após um extenso processo de pesquisa com o objetivo de ser uma referência no conteúdo jornalístico voltado ao público gamer com criação de conteúdo e cobertura de eventos como feiras e campeonatos. No mês seguinte, o UOL lança a MOV, sua nova produtora de vídeos que substitui a TV UOL, trazendo desde coberturas jornalísticas e entrevistas, até parcerias com youtubers, como Cauê Moura e Dora Figueiredo, e diretores de documentários. Em agosto do mesmo ano, acontece a estreia de Tilt, o canal de tecnologia UOL que chegou para substituir o UOL Tecnologia, trazendo com uma linguagem de fácil entendimento notícias, análises, entrevistas com especialistas e personalidades do segmento. Para finalizar o ano, em outubro de 2019, é lançada a plataforma Ecoa, com foco em jornalismo propositivo.

### Década de 2020

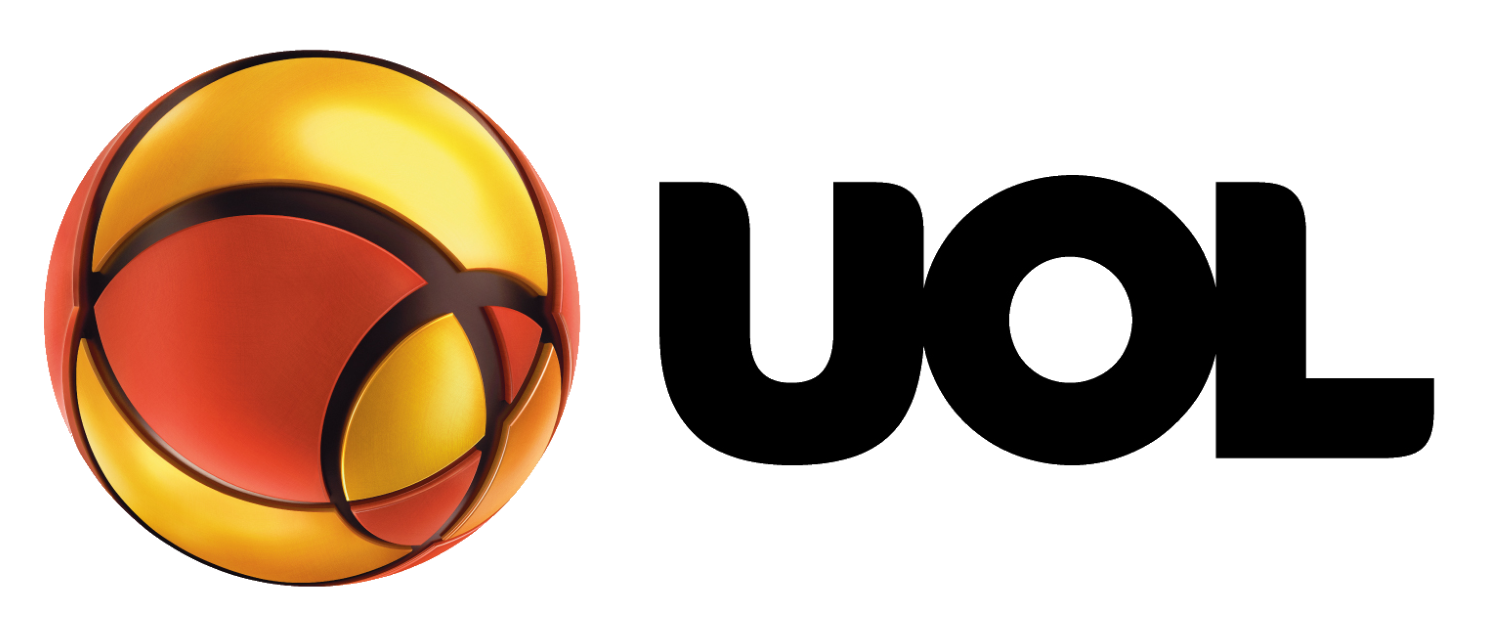
Logotipo utilizado entre 2014 até 2021

Em fevereiro de 2020, o UOL Diveo anuncia um movimento estratégico, incorporando a Compasso, empresa do grupo focada em desenvolvimento de software e transformação digital, e passa a ser Compasso UOL. Em março, Nossa, o novo projeto de conteúdo com curadoria colaborativa é lançado, apresentando quatro pilares: Nossa Viagem, Nossa, Nossa Cozinha e Nossa Moda. Em abril, o UOL lançou sua plataforma digital, chamada UOL Play, que disponibiliza streaming de vídeos sob demanda e também canais de TV por assinatura.
Em 8 de junho, juntamente com outros veículos do Grupo Folha (incluindo a Folha de S.Paulo), alguns veículos do Grupo Globo e do Grupo Estado (incluindo O Estado de São Paulo) formaram o Consórcio de Veículos de Imprensa (CVI) para realizar a cobertura da pandemia de COVID-19 no Brasil, em conjunto com as secretarias municipais e estaduais de saúde. Também em junho de 2020, o UOL iniciou uma parceria com a TV Cultura, que passa a disponibilizar seu conteúdo no portal. Já em dezembro de 2020, o UOL lançou Universinho, uma plataforma de conteúdo infantil, jogos educativos e atividades.

## Visão geral
Com um portfólio de produtos diversificado, o UOL possui o portal com o maior conteúdo da língua portuguesa do mundo e soma mais de 7,4 bilhões de páginas vistas mensalmente, mais de 114 milhões de visitantes únicos por mês, mais de 2,5 milhões de assinantes de diversos serviços. Fazem parte do UOL:
- UOL Ads[53] — portal para anunciar no UOL e em sites do Brasil.
- UOL Segurança Digital — produto de segurança online .
- UOL Wi-Fi — acesso ilimitado à Internet banda larga sem fio.
- UOL HOST — empresa de hospedagem e computação em nuvem.[54]
- UOL Assistência Técnica — serviço de suporte técnico para computadores, tablets e smartphones.
- UOL Play[55] — plataforma de streaming de vídeo sob demanda, conteúdos com filmes, séries, desenhos, esportes, produções prorietárias do UOL e canais ao vivo.
- Universinho[51] — plataforma de conteúdo infantil com desenhos, jogos educativos e atividades.
- UOL Afiliados — programa de afiliados para assinantes ou não assinantes. O programa de afiliados do UOL remunera sites ou blogues que divulgam anúncios publicitários. O afiliado recebe uma quantia a cada clique recebido nos anúncios ou a cada conversão de assinatura.
- UOL Resolve — assistência residencial e automotiva com cobertura nacional.
- UOL Mail — o e-mail do UOL.
- UOL Esporte Clube – serviço de assinatura que dá acesso aos principais canais esportivos do Brasil.
- UOL Leia+ — aplicativo para assinantes acessarem o acervo de milhares de livros, audiolivros, revistas e jornais.
- ClubeUOL — clube de benefícios exclusivo para assinantes dos produtos UOL que oferece descontos em restaurantes, academias, ingressos, teatros, shows, cinema, entre outros.
- UOL Meu Negócio — plataforma com produtos e serviços voltados para micro e pequenos empreendedores.
- Universa — plataforma sobre o universo feminino.[56]
- MOV — produtora de vídeos do UOL.[57]
- PagSeguro — plataforma financeira digital responsável pelas máquinas Moderninha e Minizinha, e o banco digital PagBank. Foi fundada em 2006
- Ingresso.com — plataforma de venda de ingressos online.

## Sites

### Atuais
- UOL Splash: Lançado em 25 de novembro de 2021, o site traz conteúdo focado no mundo das celebridades.[58]
- Observatório da TV: O site tem como foco central o universo da televisão brasileira.
- Observatório do Cinema: O site tem como foco central o mundo do cinema.
- NaTelinha: O site traz conteúdo centralizado no universo da televisão brasileiro, divulgando notícias sobre bastidores, novelas, reality shows, audiência, séries e outros programa de TV.

### Extintos
- TV & Famosos: O site trazia conteúdo centralizado o mundo das celebridades e da televisão brasileira. O site substituído pelo UOL Splash em 25 de novembro de 2021.
- UOL Mais: Foi um serviço do portal para compartilhamento de vídeos online.

## Estratégia com colunistas
O UOL desenvolveu uma forte estratégia de conteúdo por meio de sua rede de colunistas, trazendo reportagens aprofundadas, furos jornalísticos e artigos opinativos em diversas áreas, como política, economia, cultura, tecnologia e esportes. O portal mantém um time diversificado de especialistas e personalidades midiáticas, reforçando sua presença como uma das principais plataformas de jornalismo digital do Brasil.
Desde seu lançamento, o UOL tem investido na ampliação desse time, trazendo nomes reconhecidos do jornalismo e do entretenimento. Em 2023, por exemplo, o portal anunciou a chegada do jornalista Leão Lobo como colunista, ampliando sua cobertura no segmento de cultura e entretenimento. Já em 2024, o UOL trouxe Ale Youssef para abordar temas relacionados à cultura e à economia criativa.
Além de reforçar seu time de colunistas com jornalistas renomados, o portal também aposta na pluralidade de vozes, trazendo especialistas de diversas áreas para enriquecer a cobertura dos temas abordados. A seção de blogs e colunas do UOL abriga uma grande variedade de opiniões e análises sobre os mais diversos assuntos, consolidando o portal como uma referência no jornalismo de opinião no Brasil.
Entre os principais colunistas do UOL, destacam-se:
- Josias de Souza – Política
- Reinaldo Azevedo – Política e sociedade
- Leão Lobo – Entretenimento e celebridades[66]
- Ale Youssef – Cultura e economia criativa[67]
- Milton Neves – Esportes
- Roberto Sadovski – crítica de cinema e cultura[68]
- Barbara Gancia – Comportamento e sociedade
- Chico Alves – Política e direitos humanos
- Juca Kfouri – Esportes
- Leonardo Sakamoto – Direitos humanos e sociedade
- Renan Martins Frade – Indústria do entretenimento[69]
- Carla Araújo – Política e bastidores do governo
- Aline Ramos – Cultura e televisão
- Paulo Vinícius Coelho – Esportes[70]
- Nina Lemos – Comportamento e sociedade

A expansão contínua do time de colunistas reforça o compromisso do UOL com a diversidade de opiniões e a entrega de conteúdo de alta qualidade para seus leitores.

## Metaminer
Metaminer foi um site de buscas brasileiro criado em 1996 por Victor Ribeiro e Nivio Ziviani no Departamento de Ciência da Computação da Universidade Federal de Minas Gerais. O sistema foi incorproado ao Portal UOL. O prefixo Meta indica que o Metaminer era um site de metabusca.